# Лавалье (станция метро)
«Лавалье» (исп. Lavalle) — станция Линии C метрополитена Буэнос-Айреса.
Станция находится в районе Сан-Николас, на пересечении улиц Эсмеральда и Лавалье, от последней станция метро и получила своё наименование. Улица же была названа в честь Хуана Лавалье, аргентинского военного и политического деятеля первой половины XIX века. Станция Лавалье была открыта 6 февраля 1936 года. В 1997 году станция была включена в число Национальных исторических памятников.
Станция украшена 2 керамическими панно размером 16,30 х 1,8 метров, выполненными по эскизам 1934 года художников Мартина С. Ноэля и Мануэля Эскасани и изготовленными в Севилье. На одном панно изображены испанские города Льейда, Таррагона, Барселона, Монсеррат и снова Льейда, на втором — Аликанте, Валенсия, Теруэль, Уэска и Сарагоса.

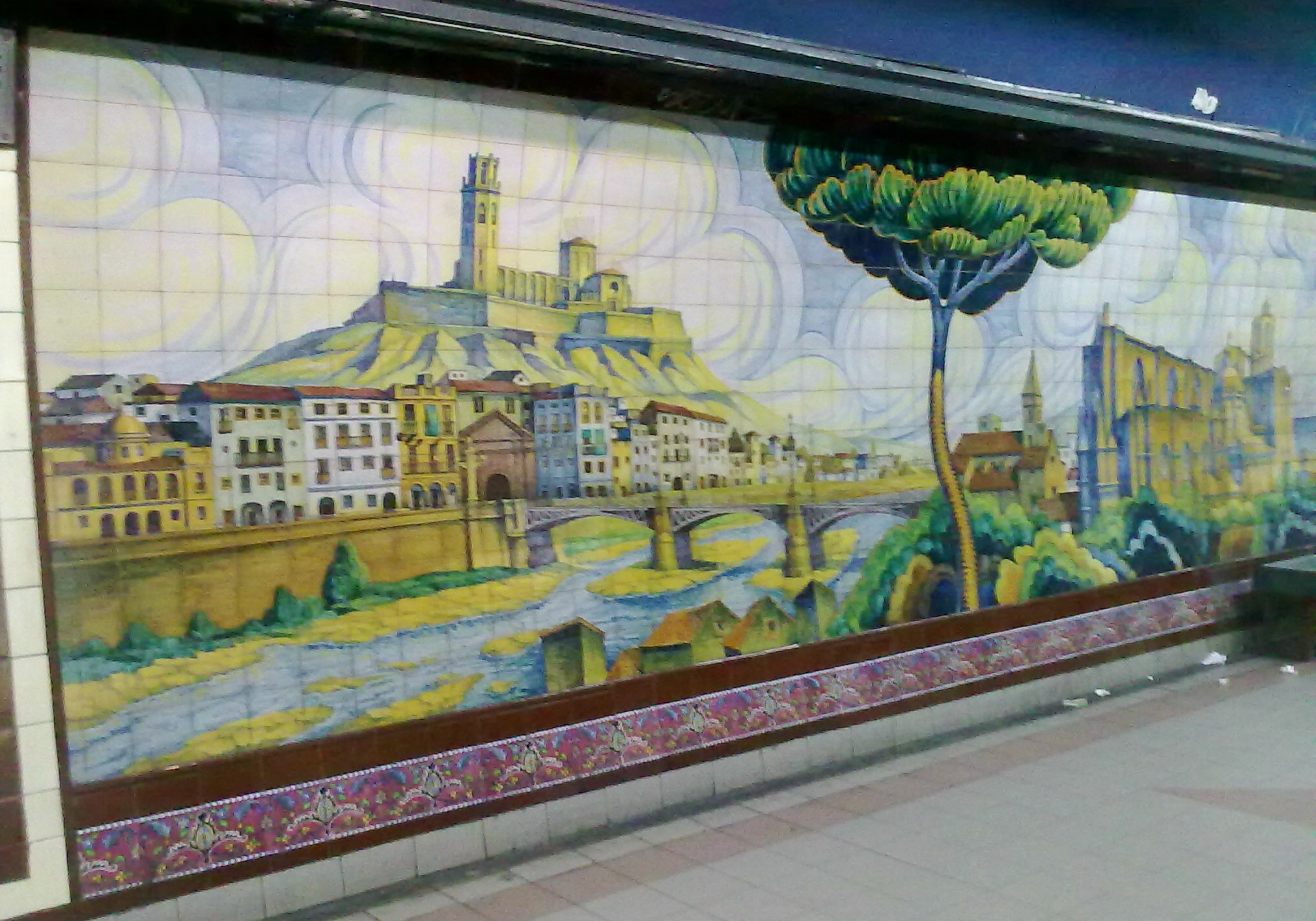
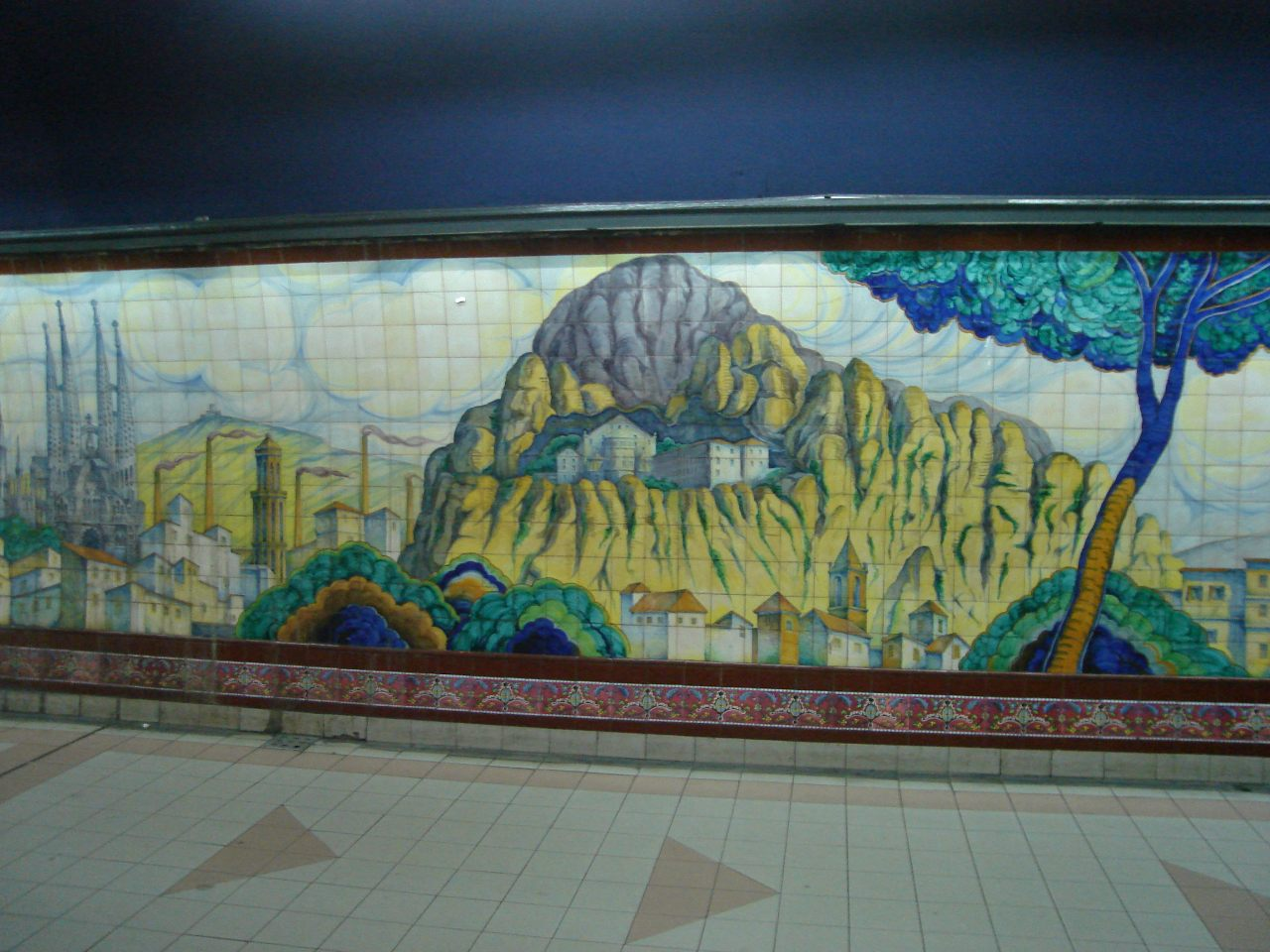
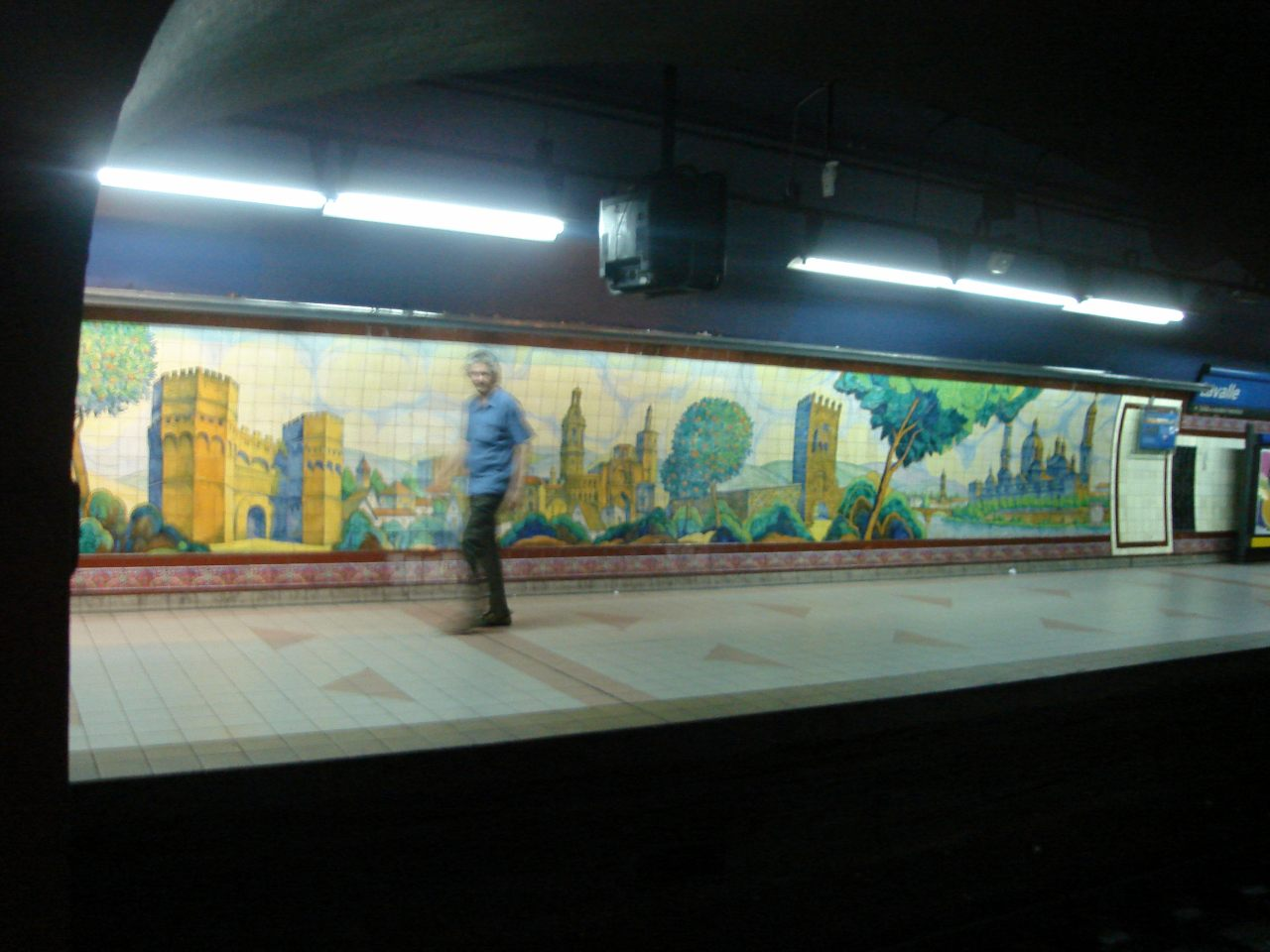